# جوزف لاوتون کالینز
جوزف لاوتون کالینز (انگلیسی: J. Lawton Collins; ۱ مهٔ ۱۸۹۶ – ۱۲ سپتامبر ۱۹۸۷) ژنرال نیروی زمینی ایالات متحده آمریکا بود، که در فاصله سال‌های ۱۹۴۹ تا ۱۹۵۳ به‌عنوان هجدهمین رئیس ستاد نیروی زمینی ایالات متحده آمریکا فعالیت می‌کرد.
کالینز فعالیت نظامی را از سال ۱۹۱۷ در نیروی زمینی آمریکا آغاز کرد، از ۱۹۴۲ تا ۱۹۴۳ فرماندهی لشکر ۲۵ پیاده را برعهده داشت، از ۱۹۴۴ تا ۱۹۴۵ به‌عنوان فرمانده سپاه هفتم  فعالیت می‌کرد و از ۱۹۴۷ تا ۱۹۴۹ جانشین رئیس ستاد نیروی زمینی ایالات متحده آمریکا بود. وی در جنگ جهانی اول، جنگ جهانی دوم و جنگ کره حضور داشت.